# Тургенев, Андрей Иванович
Андре́й Ива́нович Турге́нев (1 [12] октября 1781, Москва — 8 [20] июля 1803, Петербург) — русский поэт и переводчик.

## Биография
Родился 1 (12) октября 1781 года в Москве в семье И. П. Тургенева — члена «Дружеского общества», масона из кружка Н. И. Новикова. Отец в 1792 году вместе с семьёй был отправлен на жительство в Симбирскую губернию, в родовое имение Тургенево. Здесь, а также в Андреевке, названной отцом по имени старшего сына, прошло всё его детство. Во время домашнего обучения увлёкся литературными переводами и заинтересовал этим занятием своего младшего брата Александра. В возрасте 14 лет написал своё первое стихотворение («Надежда кроткими лучами освещает»), давшее старт его дальнейшей поэтической деятельности. Лучшее его стихотворение «Элегия» было помещено в «Пантеоне русской поэзии» (1815. — Ч. 4).
В 1796 году после смерти Екатерины II, Тургеневым было разрешено вернуться в Москву, где отец был назначен на должность директора Московского университета, а Андрей и Александр поступили на обучение в Московский университетский благородный пансион. В доме Тургеневых часто бывали друзья отца — М. Херасков, И. Дмитриев, Н. Карамзин. В университетском пансионе учился Василий Жуковский, который после знакомства с Андреем Тургеневым впервые заинтересовался немецкими романтиками. 
По окончании курса обучения в 1799 году Андрей Тургенев поступил на службу в московский архив Коллегии иностранных дел, но вскоре перешёл на службу в Санкт-Петербург, в Комиссию составления законов.
А. И. Тургенев — автор первой изданной на русском языке биографии Бенджамина Франклина и первых переводов трудов Франклина с французского языка (1799), вышедших единым изданием Московского университета под названием «Отрывок из записок Франклиновых: С присовокуплением Краткого описания его жизни и некоторых его сочинений» (М.: Унив. тип., у Ридигера и Клаудия, 1799. — [2], 111 с.). В основу труда Тургенева была положена «Автобиография» Франклина, а сам труд открывался следующими словами: «Неутомимое трудолюбие, пламенная любовь к наукам, соединенная с прямодушием и честностью, были главные черты в Франклиновом характере». Ранее он перевёл с немецкого сочинение Якоба Фридриха Федерсена «Библейская нравоучительная книжка для взрослых детей, в которой предлагаются наставления, из книг Соломоновых почерпнутыя» (М.: Унив тип., у Ридигера и Клаудия, 1795. — IV, 121 с.).
Переводил драмы Шиллера и А. фон Коцебу, вместе с А. Ф. Мерзляковым перевёл «Страдания юного Вертера» (не опубликован), сделал первый русский перевод «Макбета» У. Шекспира (не сохранился).
В 1801 году Андрей Тургенев стал инициатором создания «Дружеского литературного общества». К началу 1802 года увлечение Тургенева Шиллером сменилось интересом к Шекспиру: им был переведён «Макбет».
В 1802 году был командирован в Вену и вскоре по возвращении оттуда скоропостижно скончался 8 (20) июля 1803 года в Петербурге от «горячки с пятнами» (брюшного тифа).